# Лэнгтон, Стивен
Стивен Лэнгтон (англ. Steven Langton; род. 15 апреля 1983, Мелроз, штат Массачусетс) — американский бобслеист, разгоняющий, выступающий за сборную США с 2007 года. Участник зимних Олимпийских игр в Ванкувере, неоднократный победитель национального первенства и различных этапов Кубка мира, двукратный чемпион мира. Двукратный бронзовый призёр зимних Олимпийских игр 2014 (двойки и четвёрки).

## Биография
Стивен Лэнгтон родился 15 апреля 1983 года в городе Мелроз, штат Массачусетс. С юных лет увлёкся спортом, в школе занимался лёгкой атлетикой, позже, поступив в Северо-Восточный университет в Бостоне, выступал за студенческую команду, в частности, специализировался на беге 100 м и тройных прыжках. Тем не менее, каких бы то ни было выдающихся результатов в этих дисциплинах не добился, поэтому в 2007 году после Олимпийских игр решил попробовать себя в бобслее, приехал в летний лагерь национальной команды, прошёл отбор и присоединился к мужской сборной США в качестве разгоняющего. В 2008 году по итогам удачных выступлений был признан новичком года в бобслее, а в 2009-м одержал победу на чемпионате Соединённых Штатов по разгону и взял бронзу в четвёрках на мировом первенстве в немецком Кёнигсзее.
Благодаря череде успешных заездов удостоился права защищать честь страны на Олимпийских играх в Ванкувере, где вместе с молодым пилотом Джоном Нейпиром занял десятое место в программе двухместных экипажей, тогда как в четвёрках во время второго спуска перевернулся и вынужден был отказаться от дальнейшего участия в соревнованиях. В сезоне 2010/11 Лэнгтон выиграл первый чемпионат мира среди разгоняющих, прошедший в итальянской Чезане, и в связи с окончанием карьеры Стива Меслера попал в команду ведущего американского рулевого Стивена Холкомба. В 2012 году на мировом первенстве в Лейк-Плэсиде они завоевали золото сразу в двух дисциплинах, как в двойках, так и четвёрках — и это первый в истории чемпионата раз, когда оба первых места достались американцам. Восемь раз получал подиум на различных этапах Кубка мира, в том числе дважды был первым, четырежды вторым и два раза третьим.